# Gustav Westring
Gustav Frederik Westring (født 9. januar 1834 i København. død 9. marts 1909 på Frederiksberg) var en dansk veterinær. Han var søn af Carl Jacob Westring og Magdalene Westring, F. Rasmussen.
Efter konfirmationen i 1848 måtte han klare sig selv, og var i 4 1/2 år smedelærling hos regimentsdyrlægen på Husarkasernen. Han fik, efter at have været "på valsen" som smedesvend fra 1853-54, økonomisk hjælp af en ældre bror til at læse til præliminæreksamen, som han bestod i 1855. To år senere tog han dyrlægeeksamen med udmærkelse og blev straks kandidat på skolen. I 1858 blev han blev han assistent ved den nyoprettede Veterinær- og Landbohøjskoles klinikker. Samtidig forberedte han sig til Artium, og tog dens første del i 1862, men samme år blev han ansat som forstander for højskolens smedje og docent i beslagkunst. Han udgav en bog i 1869 om beslaglære. I 1874 blev Westring ansat som beslaglærer ved den Militære Ride- og Beslagskole, først som korpsdyrlæge, siden ( i 1895 ) som overdyrlæge indtil sin afsked i 1904.
I 1860'erne benyttedes han meget af Landhusholdningsselskabet ved ordningen af kvægudførslen til Storbritannien, og han oplyste jævnligt i tale og skrift ( tidsskrift for Landøkonomi ) landmændene om vigtige veterinærspørgsmål. Han gavnede landbruget ved i 1870 at udgive en ny bearbejdelse af Abilgaards "Heste- og kvæglæge". I "Tidsskrift for Veterinærer" offentliggjorde han afhandlinger om forskellige sygdomme, bl.a. hundegalskab, oksens ondartede lungesyge og kvægpesten. Han beskæftigede sig også med hesteavlsspørgsmål, i 1896 udgav han en bog om rationel avl af lettere heste. 
Westring var i forbindelse med sit virke på en del udenlandsrejser, bl.a. i 1865 til Tyskland, Wien, Paris og London, i 1866 til England og Skotland, i 1883 til de russiske stepper for at studere kvægpest, og i 1893 til Tyskland og Ungarn for at studere avl af orientalske heste. 
Blev udnævnt til Ridder af Dannebrog og Dannebrogsmand.